# Penhurst
Penhurst – wieś i civil parish w Anglii, w East Sussex, w dystrykcie Rother. W 2001 civil parish liczyła 52 mieszkańców. Penhurst jest wspomniana w Domesday Book (1086) jako Penehest.